# Álvaro IV del Congo
Álvaro IV (1610-1636) fue rey del Congo entre el 1 de marzo de 1631 y el 25 de febrero de 1636 . Reinó por un breve período y fue el último rey de la Casa de Coulo. Ascendió al trono a causa de la muerte de su hermano Ambrosio. Durante su reinado enfrentó la rebelión de su tío  D. Daniel da Silva, duque de Umbamba. Esta rebelión fracasó con la ayuda de los hermanos Álvaro y Garcia. Murió envenenado. Su primo Álvaro V ascendió al trono.

## Biografía
Nacido aproximadamente en 1610, era hijo del rey D. Álvaro III y hermano de D. Ambrósio. A la muerte prematura de su padre en 1622, él y su hermano no fueron tenidos en cuenta para la sucesión debido a la minoría de edad. El Consejo Real del Congo eligió a Pedro. Con la muerte de D. Pedro II y la destitución de D. García I, se pone fin al gobierno de la casa de Quincanga y se restaura la Casa de Coulo bajo el reinado de Ambrósio, hermano de Álvaro. Su hermano fue asesinado en 1631 y asumió el trono siendo muy joven.
En 1633, D. Daniel da Silva, duque de Umbamba, colocado como duque por el rey Ambrósio y tío del soberano, marchó sobre la capital de São Salvador con 12000 hombres bajo el pretexto de "proteger a su sobrino de los extranjeros". 
Se da una batalla campal entre las fuerzas reales y las del conspirador Da Silva en un pantano. Los hermanos de la familia Luqueni, D. Álvaro y D. García, salen victoriosos: derrotaron al conspirador. El rey premió a sus dos súbditos: Al mayor D. Álvaro Ancanga lo convirtió en duque Umbamba y al   D. García Nimi, marqués de Quiva, ubicada en la frontera de Soyo.
D. Álvaro IV murió por envenenamiento el 25 de febrero de 1636. Álvaro V, su medio hermano, primo de los hermanos Luqueni, ascendió al trono, acabando el reinado de la Casa de Coulo a favor de la Casa de Quimpanzo.